# Râul Văraștina, Valea Vinului
Râul Văraștina sau Râul Bolditău este un curs de apă, afluent al râului Valea Vinului. 

## Hărți
- Harta județului Satu Mare